# Concierto para piano n.º 2 (Bartók)
El Concierto para piano n.° 2 en sol mayor, Sz. 95, BB 101 de Béla Bartók es una composición musical para piano y orquesta. La obra, compuesta entre 1930 y 1931, se destaca por ser una de las piezas más difíciles del repertorio.
Habitualmente tiene una duración de entre 26 y 29 minutos.

## Composición
Al abordar la composición, Bartók quería que la música fuera más contrapuntística. También quería simplificar su música (como muchos de sus contemporáneos), pero su uso del contrapunto en esta pieza la convierte en una pieza musical extremadamente complicada. Este aspecto había resultado particularmente problemático en el Primer Concierto, tanto que, de hecho, la Filarmónica de Nueva York, que debía haber dado el estreno, no pudo dominarlo a tiempo, y la Rapsodia de Bartók tuvo que ser sustituida en el programa. El propio compositor afirmó en un artículo de 1939 haber compuesto este concierto como un contraste directo con su Primer Concierto, reconociendo que el Primero "es un poco difícil, ¡incluso se podría decir que muy difícil!, tanto para la orquesta como para el público".
Aun así, el Segundo Concierto es notorio por su dificultad. András Schiff dijo: "Para el pianista, es una pieza que rompe los dedos. [Es] probablemente la pieza más difícil que he tocado, y por lo general termino con el teclado cubierto de sangre". Stephen Kovacevich también declaró que era la pieza técnicamente más exigente que jamás había tocado y que casi se paralizó las manos mientras la preparaba.
El concierto estaba fechado en 1930/1931, pero no se estrenó hasta el 23 de enero de 1933 en Fráncfort. La Orquesta Sinfónica de la Radio de Frankfurt fue dirigida por Hans Rosbaud con Bartók como solista. La primera actuación en Hungría fue más tarde ese mismo año, dirigida por Otto Klemperer con Louis Kentner tocando el piano a petición de Bartók.
El propio Bartók interpretó la obra en los Proms de Londres bajo la dirección de Sir Henry Wood el 7 de enero de 1936, una iniciativa del productor musical de la BBC Edward Clark. (No se ha confirmado si este fue el estreno en el Reino Unido; en cualquier caso, fue tres años antes del estreno en los Estados Unidos.)
La primera actuación en Estados Unidos se dio en Chicago el 2 de marzo de 1939, con Storm Bull como solista y la Orquesta Sinfónica de Chicago dirigida por Frederick Stock. El estreno francés lo dio en 1945 Yvonne Loriod, que se lo había aprendido en sólo ocho días.

## Movimientos
El concierto se compone de tres movimientos:
1. Allegro
2. Adagio — Presto — Adagio
3. Allegro molto — Più allegro

La forma general del Segundo Concierto es simétrica (la estructura del tempo es rápido-lento-rápido-lento-rápido) al estilo bartókiano que se ha llegado a identificar como forma en arco. El primer movimiento, marcado como Allegro, se destaca por el solo de piano activo y puntuado. El ritmo rápido y rítmico del piano y el movimiento de escalas fragmentario sugieren la influencia de Ígor Stravinski y el ballet Petrushka (1910-1911) en particular, mientras que otras características apuntan a El pájaro de fuego; el tema principal del movimiento, introducido por las trompetas, es una referencia al final de El pájaro de fuego.

## Instrumentación
El concierto está escrito para una orquesta que consta de un piano solo, dos flautas (una doblando el flautín ), dos oboes, dos clarinetes (en si bemol), dos fagotes (uno doblando el contrafagot ), cuatro trompas (en fa), tres trompetas (en do), tres trombones, tuba, timbales, caja, bombo, triángulo, platillos y cuerdas .

## Grabaciones
Algunas grabaciones notables son de:
- Andor Foldes (piano), Orquesta Lamoureux, Eugène Bigot (director). Grabado a finales de la década de 1940. Polydor PLP 6620 (grabación LP monoaural, 12 pulg. ) Np: Vox Polydor.
- Edith Farnadi (piano), Orquesta de la Ópera Estatal de Viena, Hermann Scherchen (director). Vega C-30-A-164 (grabación LP monoaural, 12 pulgadas). [París]: Vega, 1954. Reeditado en Westminster WL 5249 (grabación LP monoaural, 12 pulgadas), Nueva York: Westminster Records, 1954. Reeditado nuevamente en Westminster XWN 18277 (grabación LP monoaural, 12 pulgadas), Nueva York: Westminster Records, 1956.
- György Sándor (piano), Pro Musica Orchestra, Viena; Michael Gielen (director). Grabado en Viena. Vox PL 11.490 (grabación LP, 12 pulgadas, monoaural). Nueva York: Vox Records, 1959.
- Zoltán Kocsis (piano), Iván Fischer (director), Orquesta del Festival de Budapest . Grabado en febrero de 1987 en Budapest. Philips 416 837-2 (disco compacto).
- Yefim Bronfman (piano), Esa-Pekka Salonen (director), Filarmónica de Los Ángeles . Ganador, Premio Grammy a la Mejor Grabación de Solista Instrumental con Orquesta (1997). Grabado de 1994 a 1995 en Los Ángeles. Sony Clásica B000002AWA
- György Sándor (piano), Ádám Fischer (director), Orquesta Estatal de Hungría
- Géza Anda (piano), Orquesta Sinfónica de la Radio de Berlín (ahora llamada Deutsches Symphonie-Orchester Berlin ), Ferenc Fricsay (director). Deutsche Grammophon 447 399-2
- Leif Ove Andsnes (piano), Filarmónica de Berlín, Pierre Boulez (director). Deutsche Grammophon 477 533-0
- Stephen Kovacevich (piano), Orquesta Sinfónica de la BBC, Sir Colin Davis (director). Philips 468 188-2
- Maurizio Pollini (piano), Orquesta Sinfónica de Chicago, Claudio Abbado (director). Deutsche Grammophon 471 360-2
- Sviatoslav Richter (piano), Orquesta de París, Lorin Maazel (director), grabado en 1969. EMI 3 50849
- György Sándor (piano), Orquesta Sinfónica de Viena, Michael Gielen (director), grabado en 1959
- Vladimir Ashkenazy (piano), Sir Georg Solti (director), Orquesta Filarmónica de Londres, grabado en 1979
- András Schiff (piano), Orquesta del Festival de Budapest, Iván Fischer (director), grabado en abril de 1996 en Budapest en el Instituto Cultural Italiano. El ingeniero de sonido fue Eberhard Sengpiel . Teldec 0630-13158-2 (Disco compacto).
- Alexis Weissenberg (piano), Orquesta de Filadelfia, Eugene Ormandy (director). RCA B00000E6PC
- Georges Cziffra (piano), Orquesta Sinfónica de Budapest, Mario Rossi (director). Referencias EMI B000005GTO
- Lang Lang (piano), Filarmónica de Berlín, Simon Rattle (director). Grabado en abril de 2013. Sony Clásica 88883732262
- Jean-Efflam Bavouzet (piano), BBC Philharmonic, Gianandrea Noseda, (director) Grabado en diciembre de 2009. abril 2010 Chandos 10610
- Yuja Wang (piano), Filarmónica de Berlín, Simon Rattle (director). Grabado en vivo en Wuhan el 13 de noviembre de 2017 (video) y en Tokio el 24 de noviembre de 2017 (audio). Filarmónica de Berlín La gira por Asia